# Meloboris sidnica
Meloboris sidnica är en stekelart som först beskrevs av Holmgren 1868.  Meloboris sidnica ingår i släktet Meloboris och familjen brokparasitsteklar. Inga underarter finns listade i Catalogue of Life.